# Alkoholni pojasi u Europi
██ Votkin pojas
██ Pivski pojas
██ Vinski pojas
Alkoholni pojasevi Europe su područja Europe u kojima predladavaju ljubitelji pojedinih pića - piva, vina ili votke.

## Votkin pojas
Votkim pojas nema oštrih granica, no najčešće se u njega svrstavaju sljedeće države: 
- Nordijske države (Finska, Norveška, Island, Švedska i Grenland, ali ne i Danska)[1]
- Baltičke republike (Estonija, Latvija i Litva)
- Poljska[2]
- Bjelorusija
- Rusija
- Ukrajina
- Mongolija (po nekima)

Nekolicina država Europske unije koje spadaju u pojas proizvode više od 70% votke u EU.
Zemlje votkinog pojasa imaju hladniju klimu, a južna granica votkinog pojasa otprilike se poklapa sa siječanjskom izotermom od -2°. S iznimkom Ukrajine i nekih regija južne Rusije, uzgoj vinove loze je nemoguć ili vrlo težak bilo gdje u votkinom pojasu.
U svojoj knjizi o SSSR-u, Alex de Jonge objašnjava njegov koncept "geoalkohologije". On se posebno bavi ruskim specifičnostima pripadnosti samo votkinom pojasu i nedostatatkom ruskog i sovjetskog pivskog pojasa. Osim po najomiljenijem piću, votkin pojas je specifičan i po češćim ciljanim opijanjima u usporedbi s ostatkom Europe.
Međutim, u mnogim državama koje povijesno pripadaju votkinom pojasu, pivo je drugo piće po popularnosti. Stanovnici Finske i Švedske piju dvostruko više alkohola kroz pivo, nego kroz votku. Poljska stranka ljubitelja piva (koja je osvojila 16 mjesta na izborima 1991.) je utemeljena na ideji da se protiv alkoholizma može boriti prelaskom s kulture pijenja votke na kulturu piva. I zaista, u Poljskoj je 1998. godine pivo po popularnosti preraslo votku. U Rusiji, godišnja potrošnja piva je u periodu od 1995. do 2006. narasla s 12 litara po glavi na čak 67 litara (godišnje), no to još uvijek manje od potrošnje votke.
Pojam "votkin pojas" došao je u središte zbivanja 2006. godine, tijekom "rata za votku" unutar Europske unije, oko standardizacije votke: zemlje votkinog pojasa su zahtijevale da se jedino pića proizvedena od žitarica i krumpira mogu nazivati votkom, u skladu s dugogodišnjom tradicijom proizvodnje votke.
 "Schnellhardtov kompromis", nazvan po predlagaču, Horstu Schnellhardtu, predviđa da se votke koje se ne proizvode od žitarica, krumpira i molase označavaju sa  "Votka proizvedena od ...".

## Pivski pojas
"Pivski pojas" je područje Europe gdje postoji kultura ispijanja piva. Pivski se pojas nalazi sjeverozapadno od votkinog pojasa i sjeveroistočno od vinskog pojasa.
Pivski pojas uključuje sljedeće zemlje: Belgija, Irska, Ujedinjeno Kraljevstvo, Nizozemska, Danska,  Njemačka, Austrija, Luksemburg, Češka, Slovačka, Poljska (koja također spada u votkin pojas, vidi gore), sjeverni i istočni švicarski kantoni i francuske regije Elzas, Lorena i Nord-Pas-de-Calais, te departman Ardennes. Spomenute francuske regije, jugozapadi dio Njemačke i dijelovi Austrije ujedno spadaju i u vinski pojas. Pivo je također popularnije od votke i vina i u SAD-u, Kanadi, na Novom Zelandu te u Australiji, što je posljedica povijesnih veza s Ujedinjenim Kraljevstvom.
Jugoistočna Europa je područje preklapanja pivskog i vinskog pojasa, pa Slovenija, Hrvatska, BiH, Srbija, Kosovo i Albanija pripadaju objema pojasima.
Povijesno, može se reći da je kultura pijenja piva prisutna u zemljama koje su bile pod slabijim utjecajem Rimskog imperija, te s hladnijom klimom i žitaricama kao glavnom poljoprivrednom kulturom.

## Vinski pojas
██ Manje od 1 litre
██ 1 do 7 litara
██ 7 do 15 litara
██ 15 do 30litara
██ više od 30 litara
"Vinski pojas" je područje Europe gdje je vino tradicionalno najpopularnije alkoholno piće. Nalazi se južno od pivskog i votkinog pojasa. Vinski se pojas može ugrubo definirati kao pojas između 41° i 44° sjeverne geografske širine, 30° i 50°N, ili 35° i 50/51°N. Države vinskog pojasa su Španjolska, Portugal, Italija, Mađarska, Moldova, Gruzija, Grčka, Crna Gora Makedonija, Bugarska, San Marino, Švicarska, Rumunjska i Francuska. Pored toga, južni dio Velike Britanije, jugozapadna Njemačka i dijelovi Austrije se također smatraju dijelom vinskog pojasa, ili na prijelazu prema pivskom pojasu. Slovenija, Hrvatska, BiH, Srbija, Kosovo i Albanija pripadaju i pivskom i vinskom pojasu.